# Liste norwegischer Orden und Ehrenzeichen
Diese Liste gibt einen Überblick über norwegische Orden und Ehrenzeichen, mit dem Stiftungsjahr in Klammern.
- Verdienstmedaille (1819)

Wappen des Königreich Norwegen

- Borgerdådsmedaille (1821) (Zivile Verdienstmedaille, bis 2004)
- Sankt-Olav-Orden (1847)
- Medaille für edle Tat (Rettungsmedaille) (1885)
- Fram-Medaille (1896)
- Jubiläumsmedaille Oskar II.
- Belohnungsmedaille Oskar II.
- Orden des norwegischen Löwen (1904)
- Medaille vom 7. Juni 1905 (1906)
- Krönungsmedaille König Haakons VII. (1906)
- St.-Olav-Medaille (1939)
- Kriegskreuz (1941)
- Kriegsmedaille 1940-1945 (1941)
- Rettungsmedaille (1944)
- Freiheitskreuz Haakon VII. (1945)
- See-Rettungsmedaille (1978)
- Verdienstorden (1985)
- Verdienstmedaille
- Tapferkeitsmedaille
- Maudheim-Medaille (1951)
- Antarktis-Medaille